# Mary Weiss
Mary Weiss (Queens, 28 de dezembro de 1948 – 19 de janeiro de 2024) foi uma cantora norte-americana conhecida principalmente por ter sido vocalista do grupo feminino The Shangri-Las na década de 1960.

## Carreira
O seu pai morreu quando ela tinha seis anos e Weiss ficou sob a custódia da mãe. Enquanto crescia, ela desenvolveu o seu amor pela música e descobriu que gostava de cantar. Weiss e a sua irmã, Betty, conheceram Marge e Mary Ann Ganser ainda no colegial e compartilharam com elas o amor pela música. Formaram o grupo The Shangri-Las nessa mesma época, e começaram a realizar pequenas apresentações em público. Numa delas, despertou o interesse de um produtor musical da editora discográfica Kama Sutra Records. Mary tinha 15 anos quando assinou o seu primeiro contrato com uma gravadora.
Em 1964, ela fez a sua primeira aparência no cenário musical norte-americano com as Shangri-Las. Mary lançou vários singles com o grupo, como "Remember (Walking in the Sand)" e "Leader of the Pack", que alcançaram posições elevadas nas tabelas musicais dos Estados Unidos e do Reino Unido, e obteve grande sucesso entre 1964 e 1966. Porém, em 1967 as meninas começaram a perder a popularidade e em 1968 a banda separou-se. Mary tinha dezoito anos quando isso aconteceu.
Sendo assim, ela se mudou para São Francisco mas retornou a Manhattan tempos depois. Foi proibida de realizar gravações devido a complicações judicais, trabalhando então como secretária e cursando uma faculdade. Trabalhou no setor de arquitetura e depois no departamento de contabilidade de uma empresa de Nova Iorque. Mais tarde, começou a trabalhar no setor imobiliário. Casou-se pela primeira vez em 1974, casamento este que durou até 1988. Em 1977, Mary voltou a realizar shows, unindo-se à sua irmã, Betty, e a Marge Ganser, pois Mary Ann Ganser faleceu em 1970. A produtora musical da banda nesse período foi a Sire Records. A sua última apresentação com o grupo foi em 1989. Após esse período, Mary praticamente despareceu do cenário musical trabalhando em outras áreas.
Casou-se novamente apenas anos mais tarde. Em 2001, foi consultora de imóveis, retornando ao cenário musical apenas em 2006, onde trabalha atualmente. O seu primeiro álbum de estúdio em carreira solo, Dangerous Game, foi lançado em 6 de março de 2007 e produzido por Greg Cartwright. Para promovê-lo, a cantora lançou os singles "Stop And Think It Over"/"I Don't Want To Know" e "Don't Come Back"/"A Certain Guy".

## Morte
Weiss morreu no dia 19 de janeiro de 2024, aos 75 anos. A causa da morte não foi informada. 